# Ружбеляк
Ружбеля́к (рос. Ружбеляк, марій. Рушплак) — присілок у складі Куженерського району Марій Ел, Росія. Входить до складу Шорсолинського сільського поселення.

## Населення
Населення — 163 особи (2010; 170 у 2002).
Національний склад (станом на 2002 рік):
- марі — 98 %